# Jérôme Arpinon
Jérôme Arpinon (Nîmes, 5 aprile 1978) è un allenatore di calcio francese.